# ペニシリウム・カメンベルティ
ペニシリウム・カメンベルティ（ラテン語: Penicillium camemberti [peːˈnɪkɪlːlɪũ kamɛmˈbɛrti ] ペーニキッリウム・カメンベルティ）は、カマンベールチーズおよびブリーチーズの製造に用いられるカビの一種である。日本ではペニシリウム・カマンベルティとの表記も見られる。Viridicata 節のCamemberti 系に属し、近縁種もチーズの熟成に関わっている。
チーズ上で、P. camembertiは硬く白い外殻を形成する。P. camembertiによってこれらのチーズに特有の味が与えられる。

## シノニム
- Penicillium candidum Link
- Penicillium biforme Thom.
- Penicillium caseicola Bainier